# Metuchen
Metuchen è un comune degli Stati Uniti d'America, nella contea di Middlesex, nello Stato del New Jersey.
Si estende su una superficie di 7,1 km² e nel 2007 contava 13.144 abitanti (1.851,3 per km²). Il comune (borough) di Metuchen è completamente circondato dal territorio del comune di Edison.
Metuchen ha dato i natali all'illusionista David Copperfield e all'attrice Quinn Shephard.